# 无距耧斗菜
无距耧斗菜（学名：Aquilegia ecalcarata）为毛茛科耧斗菜属下的一个种。

## 扩展阅读
- 維基物種上的相關：无距耧斗菜